# Asen (nome)
Asen (in alfabeto cirillico: Асен) è un nome proprio di persona bulgaro maschile.

## Origine e diffusione

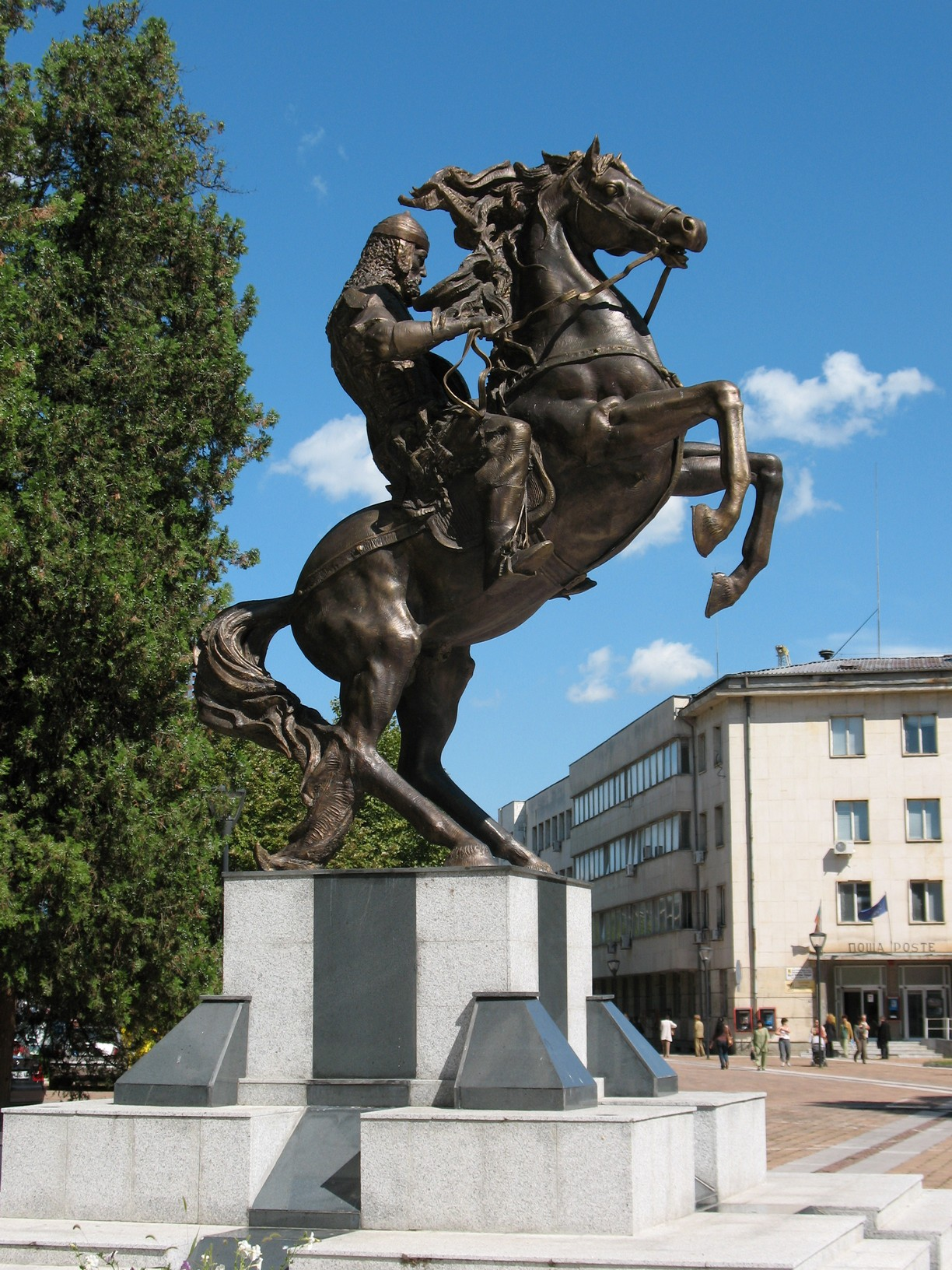
Statua equestre di Ivan Asen I a Loveč

Si tratta di un nome portato da diversi sovrani bulgari della dinastia Asen, a partire da Ivan Asen I nel XII secolo. L'origine è probabilmente turcica, ma l'etimologia è sconosciuta; dal nome discende il cognome Asenov.

## Onomastico
Trattandosi di un nome adespota, ossia privo di santo patrono, l'onomastico può essere eventualmente celebrato il 1º novembre, festa di Tutti i Santi.

## Persone
- Asen Čandărov, calciatore bulgaro
- Asen Georgiev, calciatore bulgaro
- Asen Nikolov, calciatore bulgaro
- Asen Velikov, cestista bulgaro
- Asen Zlatev, sollevatore bulgaro